# ورنر کرمر
ورنر کرمر (به آلمانی: Werner Krämer) بازیکن فوتبال و مهاجم اهل آلمان است که از سال ۱۹۶۳ میلادی عضو تیم ملی فوتبال آلمان بوده‌است. وی در ۱۳ بازی ملی حضور داشته است و آخرین بازی ملی خود را در سال ۱۹۶۷ میلادی انجام داد. ورنر کرمر در بازی‌های ملی‌اش ۳ گل به ثمر رساند.